# Jonas Buud
Jonas Buud est un athlète suédois né le 28 mars 1974. Spécialiste de l'ultrafond, il a remporté le Tarawera Ultramarathon en 2016. Il est sponsorisé par ASICS.

## Résultats
| no  | masculin           | Course                    | Longueur | Départ            | Temps            |
| --- | ------------------ | ------------------------- | -------- | ----------------- | ---------------- |
| 1re | Médaille d'or      | Swiss Alpine Marathon K78 | 78 km    | 28 juillet 2007   | 6 h 3 min 2 s    |
| 1re | Médaille d'or      | Swiss Alpine Marathon K78 | 78 km    | 26 juillet 2008   | 6 h 0 min 26 s   |
| 2e  | Médaille d'argent  | Championnats du monde     | 100 km   | 19 juin 2009      | 6 h 41 min 50 s  |
| 1re | Médaille d'or      | Swiss Alpine Marathon K78 | 78 km    | 25 juillet 2009   | 5 h 48 min 43 s  |
| 1re | Médaille d'or      | Swiss Alpine Marathon K78 | 78 km    | 31 juillet 2010   | 5 h 49 min 11 s  |
| 2e  | Médaille d'argent  | Championnats du monde     | 100 km   | 7 novembre 2010   | 6 h 47 min 40 s  |
| 1re | Médaille d'or      | Swiss Alpine Marathon K78 | 78 km    | 30 juillet 2011   | 6 h 11 min 2 s   |
| 2e  | Médaille d'argent  | Championnats du monde     | 100 km   | 22 avril 2012     | 6 h 28 min 57 s  |
| 1re | Médaille d'or      | Swiss Alpine Marathon K78 | 78 km    | 28 juillet 2012   | 5 h 57 min 25 s  |
| 2e  | Médaille d'argent  | Ultra-Trail du Mont-Blanc | 103,4 km | 31 août 2012      | 11 h 03 min 19 s |
| 1re | Médaille d'or      | Swiss Alpine Marathon K78 | 78 km    | 27 juillet 2013   | 6 h 13 min 28 s  |
| 1re | Médaille d'or      | Swiss Alpine Marathon K78 | 78 km    | 26 juillet 2014   | 6 h 30 min 18 s  |
| 2e  | Médaille d'argent  | Championnats du monde     | 100 km   | 21 novembre 2014  | 6 h 32 min 04 s  |
| 1er | Médaille d'or      | Championnats du monde     | 100 km   | 12 septembre 2015 | 6 h 22 min 44 s  |
| 1er | Médaille d'or      | Tarawera Ultramarathon    | 100 km   | 6 février 2016    | 8 h 00 min 53 s  |
| 2e  | Médaille d'argent  | Tarawera Ultramarathon    | 100 km   | 11 février 2017   | 8 h 10 min 58 s  |
| 3e  | Médaille de bronze | Ultravasan 45             | 45 km    | 17 août 2024      | 2 h 52 min 25 s  |